# Giulietta (cântăreață)
Giulia Russo (n. 12 noiembrie 1992), cunoscută sub numele de Giulietta, este o cântăreață, compozitoare, dansatoare, rapperiță și model australiană de origine italiană.

## Biografie
Giulietta s-a născut în suburbia Rowville⁠(d) din Melbourne, Australia, din părinții Fabrice și Teresa. Are un frate mai mic pe nume Antonio. Giulietta a început să cânte la vârsta de patru ani, participând în mod regulat la concursuri de talente și inspirându-se din muzicieni precum Mariah Carey, Whitney Houston și Celine Dion. La vârsta de nouă ani s-a antrenat la NIDA⁠(d) în Sydney și mai târziu a urmat un liceu de arte interpretative.

## Carieră
Pe 17 mai 2010, Giulietta și-a lansat albumul de debut Ascension la propria sa casă de discuri, Giulietta R. Enterprises, distribuit de Interscope Records.
În februarie 2011, Giulietta a început să scrie pentru cel de-al doilea album al său, care s-a concretizat în 911: Code Pink. A apelat la producătorul australian Simmy pentru producția albumului, iar cea mai mare parte a acestuia a fost înregistrată în SUA. Deși inițial era programat să fie lansat pe 19 noiembrie 2011, albumul a fost amânat cu câteva luni, Giulietta declarând că unele dintre piesele instrumentale trebuiau reînregistrate. După lansarea single-urilor Pixelated, VooDoo și Pretty in Pink, albumul a fost lansat în întregime gratuit prin SoundCloud și ClubTapes pe 12 iulie 2012.
În august 2012, Giulietta a declarat că va porni în primul său turneu în China în cursul anului. Giulietta consideră că Whitney Houston, Mariah Carey, Celine Dion, Lady Gaga, Pharrell Williams, Gwen Stefani, Rihanna, The-Dream și Nicki Minaj sunt influențele sale.

## Discografie
- Ascension (2010)
- 911: Code Pink (2012)
- XXI (2015)
- Bandit (2016)